# Bucky Larson : Super star du X
Pour les articles homonymes, voir Born to Be a Star.
Pour plus de détails, voir Fiche technique et Distribution.
Bucky Larson : Super star du X (Bucky Larson: Born to Be a Star) est un film américain réalisé par Tom Brady et sorti en 2011.

## Synopsis
Après avoir découvert que ses parents sont des anciennes gloires du cinéma pornographique, un jeune homme décide de partir à Hollywood pour devenir également une star du X. Le problème est qu'il est extrêmement naïf et loin d'être gâté par la nature...

## Fiche technique
- Titre original : Bucky Larson: Born to Be a Star
- Titre français : Bucky Larson : Super star du X
- Titre québécois : Bucky Larson : Né pour être star
- Réalisation : Tom Brady
- Scénario : Adam Sandler, Allen Covert et Nick Swardson
- Société de production : Happy Madison Productions
- Société de distribution : Columbia Pictures
- Durée : 97 minutes
- Dates de sortie :  États-Unis : 9 septembre 2011 (cinéma) ;  France 4 janvier 2012 (DVD)

## Distribution
Sauf indication contraire, les informations mentionnées dans cette section peuvent être confirmées par la base de données cinématographiques IMDb,  présente dans la section « Liens externes ».
- Nick Swardson (VF : Olivier Podesta) : Bucky Larson
- Christina Ricci (VF : Edwige Lemoine) : Kathy McGee
- Don Johnson (VF : Patrick Poivey) : Miles Deep
- Stephen Dorff (VF : Adrien Antoine) : Dick Shadow
- Ido Mosseri (en) (VF : Sam Salhi) : J. Day
- Kevin Nealon (VF : Bruno Dubernat) : Gary
- Edward Herrmann (VF : Bernard Demory) : Jeremiah Larson
- Miriam Flynn (VF : Dorothée Jemma) : Debbie Larson
- Mario Joyner (en) (VF : Bruno Henry) : Claudio
- Tyler Spindel (VF : Vincent de Bouard) : Jimmy
- Meredith Giangrande (VF : Laura Zichy) : Mirabelle (Blueberry en VO)
- Nicholas Turturro (VF : Mark Lesser) : Antonio
- Mary Pat Gleason (VF : Catherine Artigala) : Marge
- Dana Goodman (VF : Sandra Veloccia) : Gretchen
- Curtis Armstrong (VF : Éric Missoffe) : Clint
- Mike O'Connell (VF : Nicolas Carpentier) : Rory
- Brandon Hardesty (VF : Laurent Jacquet) : Lars
- Adam Herschman (es) (VF : Thierry Bourdon) : Dale
- Beverly Polcyn (en) (VF : Nicole Favart) : Mme Bozobop
- Peter Dante : Dante
- Pasha D. Lychnikoff (VF : Éric Missoffe) : Dimitri, un distributeur
- Joey Diaz (en) : l'homme allemand, un distributeur
- Jackie Sandler (VF : Dominique Lelong) : la directrice de casting
- Pauly Shore : AFA Emcee
- Jonathan Loughran : Bondage Guy
- Keegan-Michael Key (VF : Pascal Vilmen) : l'homme au Guinness Museum
- Tembi Locke : la femme au Guinness Museum
- Jimmy Fallon : lui-même (non crédité)

 Source et légende : version française (VF) sur RS Doublage et selon le carton du doublage français sur le DVD zone 2.

## Accueil
Dès sa sortie en salles, Bucky Larson : Super star du X a rencontré une majorité de critiques négatives, récoltant 0% d'avis favorable sur le site Rotten Tomatoes, basé sur 35 commentaires et une note moyenne de 1.6⁄10 et un score de 9⁄100 sur le site Metacritic, basé sur 13 commentaires. De plus, le film a rencontré un véritable échec commercial aux États-Unis, puisqu'il démarre à la quinzième place du box-office dès son premier week-end d'exploitation avec seulement 1 415 023 $ de recettes, le week-end suivant, il ne parvient qu'à engranger 2 331 318 $. Au total, le film est resté deux semaines à l'affiche sur le territoire américain et est classé à la quinzième place du box-office avec 1 936 064 $ la première semaine et 2 529 395 $, alors que le budget de tournage est estimé à dix millions de dollars.

## Distinctions
Le film est nommé à six reprises à la 32e cérémonie des Razzie Awards dans les catégories :
- Pire film
- Pire acteur (Nick Swardson)
- Pire réalisateur (Tom Brady)
- Pire scénario
- Pire préquelle, remake, plagiat ou suite (plagiat de Boogie Nights et Une étoile est née)
- Pire équipe à l’écran